# Siegbert Wolf

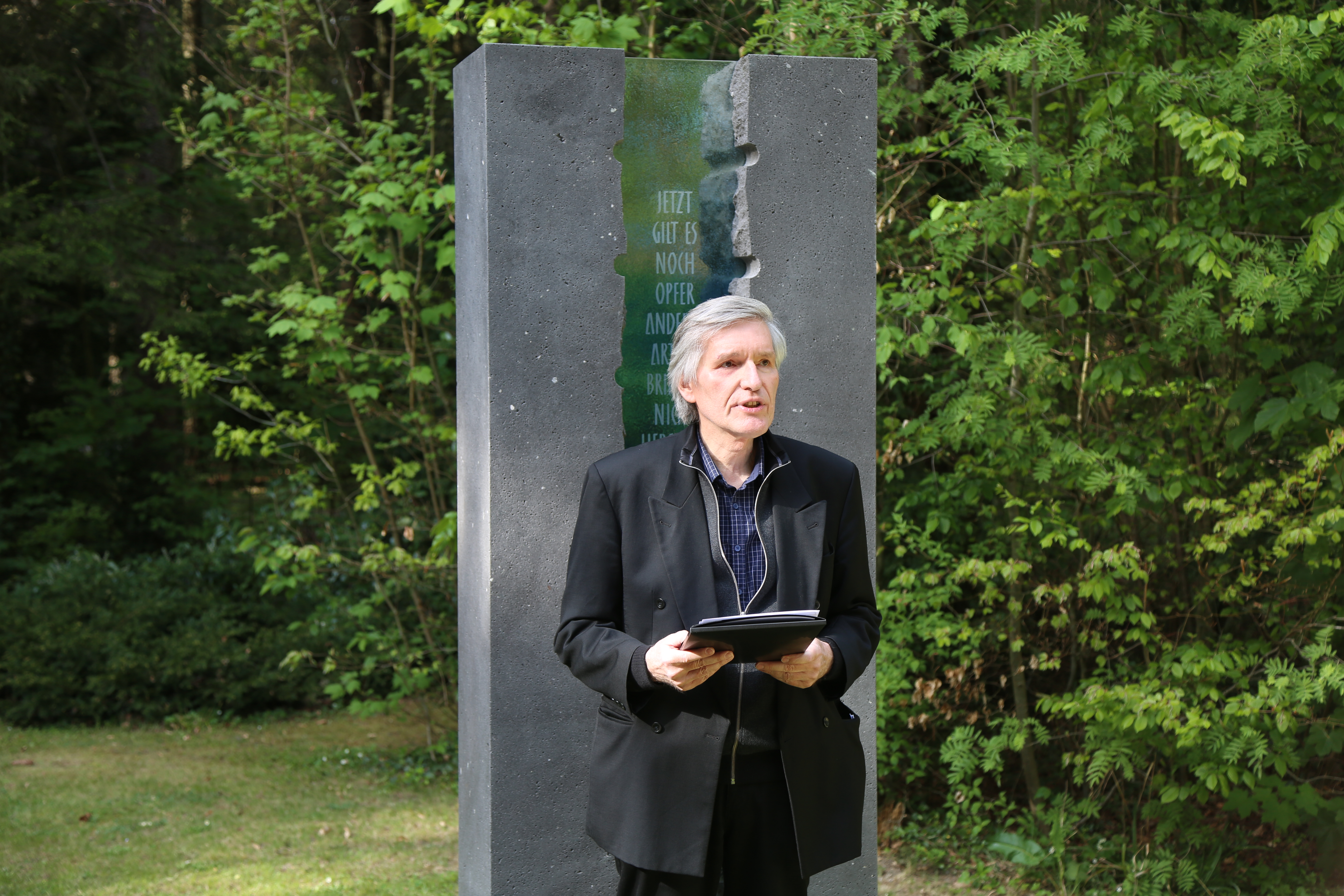
Siegbert Wolf spricht 2019 zum 100. Todestag von Gustav Landauer am Landauer-Mahnmal auf dem Münchner Waldfriedhof

Siegbert Wolf (* 1954 in Grebenhain) ist ein deutscher Historiker, Politologe und Publizist mit den Schwerpunkten Geschichte des 19. und 20. Jahrhunderts, Jüdische Sozialgeschichte und Gesellschaftskritik. Er ist Herausgeber der Gustav-Landauer-Werkausgabe.

## Leben
Siegbert Wolf promovierte bei Lothar Gall über die Geschichte des Liberalismus in Frankfurt am Main vor dem Ersten Weltkrieg. Danach veröffentlichte er einführende Monographien zu Jean Améry, Hannah Arendt, Martin Buber und Gustav Landauer. Seit 2008 gibt er die auf mindestens zwölf Bände angelegte Werkauswahl des anarchistischen jüdischen Sozialphilosophen Gustav Landauer heraus. Darüber hinaus ediert er Werke vergessener Autoren wie Maria Regina Jünemann und Samuel Lewin.
Siegbert Wolf ist Gründungs- und Vorstandsmitglied der Martin Buber-Gesellschaft. Er war Mitinitiator des am 29. Juni 2017 auf dem Münchner Waldfriedhof eingeweihten Gustav Landauer-Denkmals. Siegbert Wolf lebt in Frankfurt am Main.

## Schriften
- Liberalismus in Frankfurt am Main. Vom Ende der Freien Stadt bis zum Ersten Weltkrieg (1866–1914). (= Studien zur Frankfurter Geschichte, Band 23). Verlag Dr. Waldemar Kramer, Frankfurt am Main 1987, ISBN 3-7829-0341-2.
- Gustav Landauer zur Einführung. Edition SOAK im Junius-Verlag, Hamburg 1988, ISBN 3-88506-839-7.
- Hannah Arendt. Einführungen in ihr Werk. Haag und Herchen, Frankfurt am Main 1991, ISBN 3-89228-585-3.
- Martin Buber zur Einführung. Junius-Verlag, Hamburg 1992, ISBN 3-88506-873-7.
- Gustav Landauer. Bibliographie. Edition Anares im Trotzdem-Verlag, Grafenau 1992, ISBN 3-922209-90-6.
- Von der Verwundbarkeit des Humanismus. Über Jean Améry. dipa-Verlag, Frankfurt am Main 1995, ISBN 3-7638-0360-2.
- Open de poorten van de Vrijheid. Milly Witkop (1877–1955), anarchiste en feministe. Voorwoord Anya Topolski. Vertaling Johny Lenaerts. Kelderuitgeverij, Utrecht 2016, ISBN 978-90-79395-30-9.
- Werner Portmann, Siegbert Wolf: „Ja, ich kämpfte“. Von Revolutionsträumen, „Luftmenschen“ und Kindern des Schtetls. Biographien radikaler Jüdinnen und Juden. Mit einem Vorwort von Emanuel Hurwitz. Unrast Verlag, Münster 2006, ISBN 3-89771-452-3.
- Jürgen Mümken, Siegbert Wolf: „Antisemit, das geht nicht unter Menschen“. Anarchistische Positionen zu Antisemitismus, Zionismus und Israel. Band I: Von Proudhon bis zur Staatsgründung. Edition AV, Lich/Hessen 2013, ISBN 978-3-86841-088-4.
- Jürgen Mümken, Siegbert Wolf: „Antisemit, das geht nicht unter Menschen“. Anarchistische Positionen zu Antisemitismus, Zionismus und Israel. Band II: Von der Staatsgründung bis heute. Edition AV, Lich/Hessen 2014, ISBN 978-3-86841-118-8.

## Herausgeberschaft
- Gustav Landauer: Auch die Vergangenheit ist Zukunft. Essays zum Anarchismus. Luchterhand Literaturverlag, Frankfurt am Main 1989, ISBN 3-630-61843-X.
- Frankfurt am Main. Jüdisches Städtebild. Jüdischer Verlag im Suhrkamp Verlag, Frankfurt am Main 1996, ISBN 3-633-54111-X.
- (zusammen mit Renate Heuer): Die Juden der Frankfurter Universität, Campus Verlag, Frankfurt/New York 1997, ISBN 3-593-35502-7.
- Gustav Landauer: Die Revolution. Hrsg., eingeleitet u. mit e. Register vers. von Siegbert Wolf. Unrast Verlag, Münster 2003, ISBN 3-89771-906-1.
- Milly Witkop-Rocker, Hertha Barwich, Aimée Köster u. a.: Der syndikalistische Frauenbund. Hrsg., mit Einl. u. Anm. vers. von Siegbert Wolf. Unrast Verlag, Münster 2007, ISBN 978-3-89771-915-6.
- Maria Regina Jünemann: Die Anarchistin. Roman. Hrsg. u. mit e. Nachw. vers. von Siegbert Wolf. Verlag Edition AV, Lich 2008, ISBN 978-3-936049-92-3.
- Samuel Lewin: Dämonen des Blutes. Eine Vision. Aus dem Jiddischen übertr. von Ruben Beatus. Neu hrsg. u. mit e. Nachw. vers. von Siegbert Wolf. Verlag Edition AV, Lich 2013, ISBN 978-3-86841-079-2.
- Gustav Landauer: Ausgewählte Schriften. Mit Ill. von Uwe Rausch. Verlag Edition AV, Lich 2008ff.:
  - Band 1: Internationalismus. Lich 2008, ISBN 978-3-936049-96-1.
  - Band 2: Anarchismus. Lich 2009, ISBN 978-3-86841-012-9.
  - Band 3.1: Antipolitik. Lich 2010, ISBN 978-3-86841-031-0.
  - Band 3.2.: Antipolitik. Lich 2010, ISBN 978-3-86841-036-5.
  - Band 4: Nation, Krieg und Revolution. Lich 2011, ISBN 978-3-86841-046-4.
  - Band 5: Philosophie und Judentum. Lich 2012, ISBN 978-3-86841-068-6.
  - Band 6.1: Literatur. Lich 2013, ISBN 978-3-86841-090-7.
  - Band 6.2: Literatur. Lich 2013, ISBN 978-3-86841-091-4.
  - Band 7: Skepsis und Mystik. Versuche im Anschluss an Mauthners Sprachkritik. Lich 2011, ISBN 978-3-86841-059-4.
  - Band 8: Wortartist. Roman, Novelle, Drama, Satire, Gedicht, Übersetzung. Lich 2014, ISBN 978-3-86841-101-0.
  - Band 9: Birgit Seemann: „Mit den Besiegten“. Hedwig Lachmann (1865–1918). Deutsch-jüdische Schriftstellerin und Antimilitaristin. 1. Aufl., überarb. und aktualisierte Neuaufl. Lich 2012, ISBN 978-3-86841-073-0.
  - Band 10: Tilman Leder: Die Politik eines „Antipolitikers“. Eine politische Biographie Gustav Landauers. Lich 2014, ISBN 978-3-86841-098-3.
  - Band 11: Aufruf zum Sozialismus. Ein Vortrag. Lich 2015, ISBN 978-3-86841-133-1.
  - Band 12: Friedrich Hölderlin in seinen Gedichten. Lich 2016, ISBN 978-3-86841-152-2.
  - Band 13: Die Revolution. Textkritische Ausgabe der Erstauflage. Lich 2017, ISBN 978-3-86841-168-3.
  - Band 14: Ein Weg zur Befreiung der Arbeiter-Klasse. Lich 2018, ISBN 978-3-86841-194-2.
  - Band 15: Meister Eckharts Mystische Schriften. Neuausgabe der Erstauflage von 1903. Bodenburg/Bad Salzdetfurth 2019, ISBN 978-3-86841-209-3.